# エルスドルフ (ニーダーザクセン)
エルスドルフ (ドイツ語: Elsdorf) は、ドイツ連邦共和国ニーダーザクセン州のローテンブルク（ヴュンメ）郡に属す町村（以下、本項では便宜上「町」と記述する）で、ザムトゲマインデ・ツェーフェンを形成する自治体の一つである。

## 地理

### 自治体の構成
バーデンホルスト、ボックホルスト、エーエシュトルフ、フランケンボステル、ハッツテ、ニンドルフ、ポイッツェンドルフ、リュスペル、フォルケンゼンの各集落がこの町に属す。

## 歴史
エルスドルフは、1130年に「Ellestorp」として初めて文献に記録されている。

## 行政

### 議会
エルスドルフの町議会は13議席からなる。

### 紋章
エルスドルフの紋章は、上下二分割で、上部はさらに左右に分割されている。向かって左上は青地に、赤い盾を持った銀の騎士で、盾には銀の十字が描かれている。向かって右上は、金地で、銀の十字とゴブレット。下部は銀色の開口部を持つ赤い城壁が描かれている。

## 経済と社会資本

### 交通
アウトバーンA1号線がエルスドルフの町を通っている。また、現在は貨物路線となっている鉄道ブレーマーフェルデ - ローテンブルク (ヴュンメ)線にも面している。

### 地元企業
この町の重要な企業としては、ハイデブルーメ乳製品工場エルスドルフ＝ローテンブルクAGとエルスドルフ食品AGが挙げられる。

## 引用
1. ↑  Landesamt für Statistik Niedersachsen, LSN-Online Regionaldatenbank, Tabelle A100001G: Fortschreibung des Bevölkerungsstandes, Stand 31. Dezember 2023